# Яцек Магера
Яцек Магера (пол. Jacek Magiera, нар. 1 січня 1977, Ченстохова) — польський футболіст, що грав на позиції півзахисника. По завершенні ігрової кар'єри — тренер. З 2018 року очолює тренерський штаб молодіжної збірної Польщі U-20.

## Клубна кар'єра
Вихованець клубу «Ракув» з рідного міста Ченстохова. У першій команді дебютував у Екстракласі 18 березня 1995 року в матчі проти «Сталі» (Мелець). Грав у рідній команді до кінця 1996 року, провівши за цей час 38 матчів чемпіонату і забивши в них 8 голів.
З початку 1997 року став грати за столичну «Легію», де виступав протягом наступних 9 років, до кінця 2005 року (з шестимісячною перервою на оренду в «Відзев» (Лодзь) на другу частину сезону 1999/00.
Відразу після переходу з «Ракува» в «Легію», Магера досяг свого першого успіху. У 1997 році він виграв Кубок Польщі і став віце-чемпіоном країни. У наступному сезоні він став основним гравцем і виграв Суперкубок Польщі. Магера був основним гравцем центра поля, де йому довіряв тренер Стефан Бялас, який керував командою в сезоні 1998/99. Тільки після того, як Францішек Смуда обійняв посаду тренера варшавської команди, Магера втратив своє місце в стартовому складі і був відданий в оренду в «Відзев» (Лодзь), за який весною 2000 року зіграв 14 матчів у чемпіонаті.
Повернувшись в «Легію», Магера все ще не мав місця у старті. Зміна відбулася лише тоді, коли варшавський клуб очолив серб Драган Окука. Яцек повернувся до основи команди і допоміг своїй команді виграти Кубок ліги в сезоні 2001/02. Протягом наступних років він був важливим гравцем півзахисту команди.
Ситуація для Магери змінилася, коли тренером команди став Даріуш Вдовчик, який знову відправив півзахисника у запас, а після першої половини сезону 2005/06 року віддав Магеру в оренду в клуб третього дивізіону «Ракув», рідну команду для Яцека. Проте, внаслідок виступів у столичній команді в осінній частині сезону Магера отримав титул чемпіонів Польщі, який команда здобула у 2006 році.
З початку сезону 2006/07 Магера став грати за «Краковію», куди його запросив тодішній тренер команди з Кракова Стефан Бялас, який знав можливості футболіста. Втім після декількох ігор у сезоні 2006/07 Магера покинув клуб, а після осіннього туру сезону 2006/07 він вирішив закінчити свою футбольну кар'єру.

## Виступи за збірну
Яцек Магера був капітаном юнацької збірної Польщі, яка на юнацькому чемпіонаті світу 1993 року в Японії посіла 4 місце.

## Кар'єра тренера
20 грудня 2006 року Магера офіційно приєднався до тренерського штабу «Легії», ставши одним з помічників тодішнього головного тренера Даріуша Вдовчика. Магера залишався на свої посаді і при наступних тренерах варшавців Яцека Зелінського, Стефана Баляса, Мацея Скоржи та Яна Урбана. 7 січня 2014 року Магера став тренером резервної команди «Легії», яку очолював до 7 червня 2015 року.
1 січня 2016 року він став спортивним директором клубу «Мотор» (Люблін), де працював до червня 2016 року.
16 травня 2016 року він підписав однорічний контракт з «Заглемб'є» (Сосновець) з можливістю його продовження, втімвже 22 вересня 2016 року він розірвав контракт за взаємною згодою, а через два дні він став новим головним тренером «Легії». У першому сезоні він керував командою в п'яти матчах Ліги чемпіонів, займаючи з клубом третє місце в групі після сенсаційної перемоги в останньому турі над португальським «Спортінгом», і вийшовши в плей-оф Ліги Європи. 4 червня 2017 року він здобув свій перший трофей у тренерській кар'єрі, вигравши чемпіонат Польщі. Але вже 13 вересня 2017 року Магера був звільнений з посади головного тренера «Легії» через виліт спочатку третьому раунді кваліфікації Ліги чемпіонів від «Астани», а потім і в кваліфікації до групового етапу Ліги Європи проти молдовського «Шерифа», залишившись без єврокубкової осені.
2018 року очолив молодіжну збірну Польщі U-20, якою керував на домашньому молодіжному чемпіонаті світу 2019 року. На турнірі збірна вилетіла на стадії 1/8 фіналу.

## Титули і досягнення

### Як гравця
- Чемпіон Польщі (2):

«Легія»: 2001/02, 2005/06
- Володар Кубка Польщі (1):

«Легія»: 1996/97
- Володар Кубка ліги (1):

«Легія»: 2001/02
- Володар Суперкубка Польщі (1):

«Легія»: 1997
- Чемпіон Європи (U-16): 1993

### Як тренера
- Чемпіон Польщі (1):

«Легія»: 2016/17

## Особисте життя
Одружений, має двох дітей: Малгожата (нар. 2012) і Ян (нар. 2014). У нього також є брат Марек, спортивний коментатор.